# Anne d'Essling
Anne Debelle, princesa de Essling (1802-1887), fue una cortesana francesa. Sirvió como Grand-Maitresse de la emperatriz Eugenia de Montijo desde 1853 hasta 1870.

## Biografía
Fue hija del general Jean François Joseph Debelle y de Marguerite Justine Deschaux. Contrajo matrimonio en 1823 con François Victor Masséna, II duque de Rivoli y III príncipe de Essling, con quien tuvo cuatro hijos.
En 1853, Anne fue asignada como Grande-Maitresse de la nueva emperatriz, cuya corte acababa de ser formada, consistiendo sus damas de compañía en una Grand-Maitresse (encargada del guardarropa), una dama de honor y seis (posteriormente doce) damas del palacio, la mayoría de las cuales fueron elegidas de entre los conocidos de la emperatriz antes de su matrimonio. Como Grand-Maitresse, Anne ostentaba el mayor rango entre las cortesanas, teniendo como una de sus responsabilidades supervisar al resto de damas de compañía y sus funciones, así como atender las solicitudes de las personas que deseaban tener una audiencia con la emperatriz. En la práctica, no obstante, Anne solía delegar sus funciones en la dama que ostentaba el segundo rango entre las cortesanas, Pauline de Bassano, quien ocupaba el puesto de dama de honor. Al igual que Pauline, Anne tenía el deber de acompañar a la emperatriz a todos los grandes eventos públicos que requerían su presencia, motivo por el cual era una figura pública muy conocida, siendo descrita como una mujer delgada y de aspecto frágil, así como rígida, formal y orgullosa de su comportamiento, si bien, según fuentes cercanas, la princesa también era amigable e inteligente.
Anne permaneció al servicio de Eugenia hasta la caída de la monarquía, estando presente junto con la emperatriz en el Palacio de las Tullerías durante la caída del Segundo Imperio en 1870, tras lo cual se retiró de la vida pública. Murió en 1887.

## Honores

### Eponimia
- Calypte anna (colibrí de Ana), nombrado por el zoólogo René Primevère Lesson en 1829.